# Газопереробний завод Баллера
Газопереробний завод Баллера — елемент нафтогазової інфраструктури Австралії в пустельному районі на південному заході штату Квінсленд.
Завод ввели в дію не пізніше 1996 року в межах проєкту розробки родовищ басейну Ероманга (північно-східна частина басейну Купер-Ероманга). Його звели на основі родовища Баллера, проте з плином часу майданчик перетворився на центральний переробний хаб, що за допомогою газозбірної мережі довжиною у сотні кілометрів отримує продукцію кількох десятків родовищ.
У 1999-му після запуску четвертої черги потужність майданчику досягнула 4,1 млн м3 газу на добу.
Видачу товарного газу організували по трубопроводах Баллера — Валлумбілла (став до ладу в 1996-му) та Баллера – Маунт-Айза (1998).
Під час підготовки отримують певні обсяги конденсату та зрідженого нафтового газу (ЗНГ, пропан-бутанова фракція). Їх подальшу переробку вирішили здійснювати на газопереробному заводі Мумба, тому конденсат та ЗНГ знову домішують до природного газу, що ще не пройшов підготовки, та відправляють по газопроводу Баллера – Мумба.
Майданчик у Баллера працює у зв'язці з підземним сховищем газу Чуку.
Під час підготовки ГПЗ також вилучає надлишкові обсяги діоксиду вуглецю, вміст якого у сировині може досягати 20 %.